# Västerstvattnet (Multrå socken, Ångermanland)
Västerstvattnet är en sjö i Sollefteå kommun i Ångermanland och ingår i Ångermanälvens huvudavrinningsområde. Sjön har en area på 0,297 kvadratkilometer och ligger 228 meter över havet. Sjön avvattnas av vattendraget Strinneån.

## Delavrinningsområde
Västerstvattnet ingår i det delavrinningsområde (701826-157892) som SMHI kallar för Utloppet av Västersvattnet. Medelhöjden är 259 meter över havet och ytan är 2,42 kvadratkilometer. Räknas de 2 avrinningsområdena uppströms in blir den ackumulerade arean 15,06 kvadratkilometer. Strinneån som avvattnar avrinningsområdet har biflödesordning 2, vilket innebär att vattnet flödar genom totalt 2 vattendrag innan det når havet efter 45 kilometer. Avrinningsområdet består mestadels av skog (86 procent). Avrinningsområdet har 0,3 kvadratkilometer vattenytor vilket ger det en sjöprocent på 12,2 procent.